# Dagmar Furuhjelm
Dagmar Eleonora Furuhjelm, född den 28 juni 1868 i Helsingfors i Finland, död där den 20 februari 1918, var en finländsk konstnär.
Dagmar Furuhjelms föräldrar var hovrättspresidenten vid Viborgs hovrätt, Victor Furuhjelm (1810–1872) och friherrinnan Mathilda von Kothen (1825–1914). Hon studerade under Ernest Blanc-Garin i Bryssel och deltog i Konstnärsgillets i Finland utställningar 1893, 1896 och 1899. Hon hade sex syskon, däribland bröderna protokollssekreteraren Elis Furuhjelm och justitierådet Knut Gustaf Victor Furuhjelm, båda också riksdagsledamöter.
Dagmar Furuhjelm finns representerad i Nationalgalleriet i Finlands samlingar.

## Verk i urval
- Ateria: oljemålning.
- Kaksi naista tuvassa: oljemålning.
- Kehräävä tyttö: oljemålning.
- Äidin suru: oljemålning. 1891